# Алексієво (Міжріченський район)
Алексі́єво (рос. Алексеево) — присілок у складі Міжріченського району Вологодської області, Росія. Входить до складу Ботановського сільського поселення.

## Населення
Населення — 59 осіб (2010; 65 у 2002).
Національний склад (станом на 2002 рік):
- росіяни — 97 %